# Universitas Kristen Petra
Universitas Kristen Petra – indonezyjska uczelnia prywatna w Surabai (prowincja Jawa Wschodnia). Została założona w 1961 roku.